# 種民
種民，又叫善種人，六朝道教術語，指積有善行，好慕仙術，在末世災劫之時，得蒙神仙、真君所救度的道治之民、奉道之人，在某些天師道教團中，則和「黃赤之術」（房中術）、「授（將軍）籙」的儀式有所聯繫。
道教天界三十六天有「四種民天」，位於無色界天之上，三清境之下，三災所不能及，即：大虛無上常融天、太釋玉隆騰勝天、龍變梵度天、太極平育賈奕天。

## 概要
「種民」乃天師道教團末劫濟度的核心觀念，並和六朝道教的「終末論」（eschatology）有密切關係。

在《老子想爾注》中，已有近似「種民」的概念，書中力倡「積善成功，積精成神，神成仙壽」的修道要求：
「天地像道，仁於諸善，不仁於諸惡；故煞萬物，......人當積善功，其精神與天通，設欲侵害者，天即救之。庸庸之人皆是芻狗之徒耳，精神不能通天。......精氣自然與天不親，生死之際，天不知也」。
《正一法文天師教戒科經》，張魯所頒行的〈大道家令戒〉中，稱災劫之時，「改心為善，行仁義，則善矣，可見太平，度脫厄難之中，為後世種民。雖有兵病水害之災，臨危無咎，故曰道也」。
「種民」一詞，不僅出現在《正一法文天師教戒科經》，在和天師道有關的作品，如《女青鬼律》（西晉末）、《洞淵神咒經》（東晉末）、《正一天師告趙昇口訣》（南北朝劉宋），以及北魏新天師道的《老君音誦戒經》都有所提及。
上清經系的《真誥》、《上清三天正法經》、《上清後聖道君列記》，靈寶經系的《洞玄靈寶赤書玉訣妙經》、《九天生神章經》中，更繼續援用此一概念。

東晉中期已存世的金闕帝君傳記—《上清後聖道君列紀》中，描繪了當時道教的災劫和救度意識：
「其後甲申之歲、已前已後，種善人，除殘民，疫水交其上，兵火繞其下，惡惡並滅， 凶凶皆没。好道陸隱， 善人登山，流濁奔蕩，御之鯨淵，都分别也。到壬辰之年三月六日，聖君來下，光臨於兆民矣」。
由於末世劫難即將在甲申之年來臨，在此時程之內，金闕帝君不僅必須精勤修行，同時還得選擇適合人選，授其道法，要他們協助自己從事「除妖存種」的工作。而所有成道者都必得祂的封賜，位列祂所率領的仙班， 一如傳記所言：「滅惡人已於水火，存慈善已為種民。學始者為仙使，得道者為仙官」。
此甲申災劫之說，源自東晉末期社會上流傳的讖言，在甲申年將有大洪水，天地秩序大亂，八年後的壬辰年將由真君李弘出世，一統江山。
劉裕派的方士，將李弘講得像東漢時李氏輔佐劉氏中興漢室一樣，李弘將輔佐劉裕，進入太平盛世。實即為劉裕篡晉所製造的輿論。

小林正美指出：
「道教的終末論，認為在最近的將來這個地上世界要發生大災害，天崩地裂，所有的惡人全部會死滅，只有善人的種民才能生存下來，可在大災後地上將出現的新的太平之世中見到聖君。這終末論是由東晉中期前後上清派之人開始提倡的，種民、種人、種臣的觀念也是在那樣的終末論中才開始被使用。」

## 種民天
「四種民天」，又稱「聖弟子天」，「四民天」，「四梵天」，即常融天、騰勝天、梵度天、賈奕天。按《道教義樞》所說，為用斷習氣，「有欲善業」者所感生處，雖未登舉三清境，預種民者，皆無退轉。
按法琳《辯正論》的記載，道教的《四見論》認為：「三界之外次四民天。所謂東華、南離、西靈、北真。行仁者生東華宮。行禮者生南離宮。行義者生西靈宮。行信者生北真宮」，當三界之內，大劫交時，有此四行者，堪為種民。王母迎之登上四天，為下民種。